# Helmut Middendorf
Helmut Middendorf (født 1953) er en tysk kunstmaler. 
Studerede i perioden 1973 – 1979 på Universität der Künste Berlin hvor han sammen med sine medstuderende påvirkedes kraftigt af neoekspressionisten Karl Horst Hödicke. 
Middendorf slog igennem som maler i starten af 1980'erne, med udstillingerne Heftige Malerei og Haus am Waldsee i 1980 og var medstifter af Galerie am Moritzplatz i Kreuzberg i Berlin.
Han regnes som en af de væsentligste skikkelser i den bevægelse der kaldes Junge Wilde.